# Craig Beattie
Craig Beattie (* 16. Januar 1984 in Glasgow) ist ein schottischer Fußballspieler, der seit 2012 bei Heart of Midlothian unter Vertrag steht.

## Karriere

### Verein
Der Stürmer spielte in der Jugend vom Glasgower Erzrivalen Rangers, wurde aber vom damaligen Trainer Dick Advocaat freigestellt und schloss sich Celtic an. Ähnlich war die Situation bei Kenny Dalglish und Danny McGrain, die als Fans der Rangers während ihrer Jugendzeit doch zu Celtic wechselten.
Nachdem er vier Tore gegen Ende der Saison 2004/05 erzielen konnte, begann er die Saison 2005/06 mit drei Spielen in Folge mit je einem Treffer, was keinem schottischen Celtic-Spieler seit Gerry Creaney gelungen war. Er schoss sieben Tore in den ersten drei Monaten der Saison, eine Verletzung im Spiel gegen Dundee United zwang ihn jedoch, den Rest der Saison auszusetzen. Beattie war bereits in der Jugend ein herausragender Torjäger. So konnte er bei einem Vorbereitungsspiel der U-19 von Celtic gegen Derry City alle sechs Tore beim 6:0-Sieg markieren. Derrys Jugendtrainer James O’Kane sagte nach dem Spiel, dass Beatties Vorstellung auf dem Platz ihm gleichzeitig „den Tag versüßt und ruiniert“ hat.
Nach einer langen Verletzungspause kehrte er erst Anfang 2007 zu Celtic zurück. Schaffte dort aber nicht den gewünschten Erfolg und wechselte zur Saison 2007/08 zu West Bromwich Albion nach England. Am 28. August 2009 transferierte der schottische Angreifer zum Championship-Verein Swansea City, wo er einen Dreijahresvertrag unterschrieb. Im Februar 2012 unterschrieb Beattie einen Vertrag bei Heart of Midlothian.

### Nationalmannschaft
Beattie bestritt sieben Länderspiele für Schottland und erzielte ein Tor.